# Station Hilversum Sportpark
Het Station Hilversum Sportpark is het meest zuidelijke spoorwegstation van Hilversum, gelegen aan de spoorlijn Hilversum - Utrecht. Het station werd geopend in 1874 als station Hilversum-Amersfoortsche Straatweg. In 1919 werd de naam veranderd in Hilversum-Soestdijkerstraatweg en sinds 1965 draagt het de huidige naam.
Het betreft een eenvoudige halte met een gebouwtje dat als fietsenwinkel in gebruik is. De loketruimte is veranderd in een Turkse hapjeskiosk. De perrons liggen in bajonetligging.

## Speciale bovenleidingsportalen
Driehonderd meter ten noorden van deze halte gaan de traditionele stalen bovenleidingsportalen over in hoefijzervormige betonnen portalen, die in 1941 en 1942 naar een ontwerp van spoorwegingenieur J.L.A. Cuperus werden vervaardigd wegens een tekort aan staal. De portalen staan bekend als de gotische bogen en staan op de monumentenlijst.

## Omgeving
Het sportpark waarnaar het station is genoemd, werd in de jaren twintig aangelegd naar ontwerp van Willem Marinus Dudok. In het sportpark ligt het atletiekstadion en lag een drafbaan. Een groot deel van het sportpark is inmiddels bebouwd en staat bekend als het Kantorenpark Arena. Tussen dit kantorenpark en de halte staat het ROC. Dudok ontwierp ook het park Laapersveld, aan de andere kant van de spoorlijn.

## Dienstregeling
De volgende treinseries stoppen te station Hilversum Sportpark:
| Serie | Treinsoort    | Route | Bijzonderheden |
| ----- | ------------- | --- | --- |
| 4900  | Sprinter (NS) | Utrecht Centraal – Hilversum Sportpark – Hilversum – Almere Centrum                                                          | Stopt niet in Hilversum Media Park en Bussum Zuid. Stopt van maandag t/m vrijdag tussen circa 6:30 en 20:00 uur, op zaterdag tussen circa 10:00 en 20:00 uur en op zondag tussen circa 11:00 en 20:00 uur niet te Hollandsche Rading. |
| 5700  | Sprinter (NS) | Utrecht Centraal – Hilversum Sportpark – Hilversum – Weesp – Amsterdam Zuid – Schiphol Airport – Hoofddorp – Leiden Centraal | Rijdt niet na 20:00 uur. Rijdt vrijdag en in het weekend niet tussen Hoofddorp en Leiden Centraal. |

## Afbeeldingen

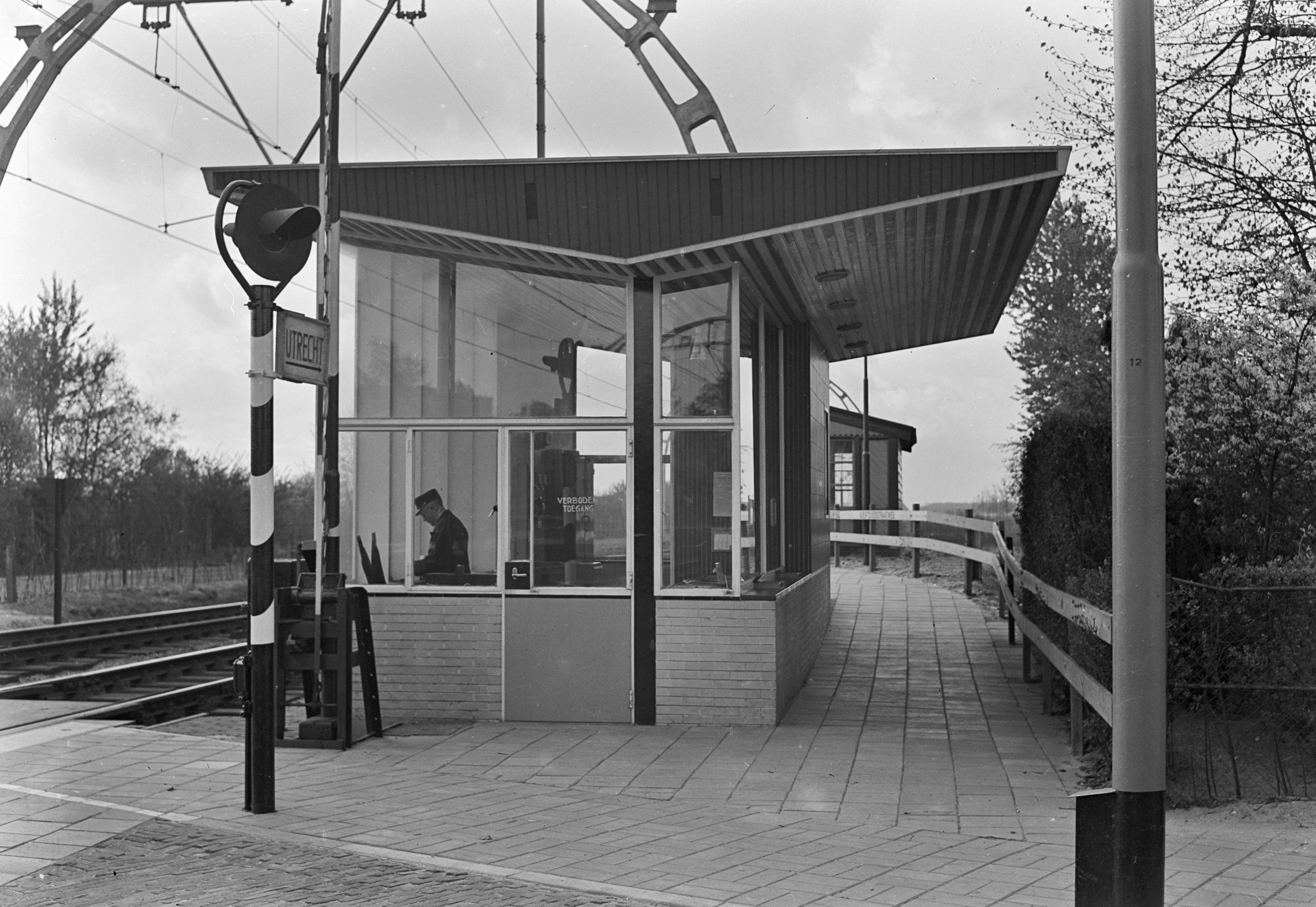
Het station in 1965, toen heette het nog Hilversum-Soestdijkerstraatweg
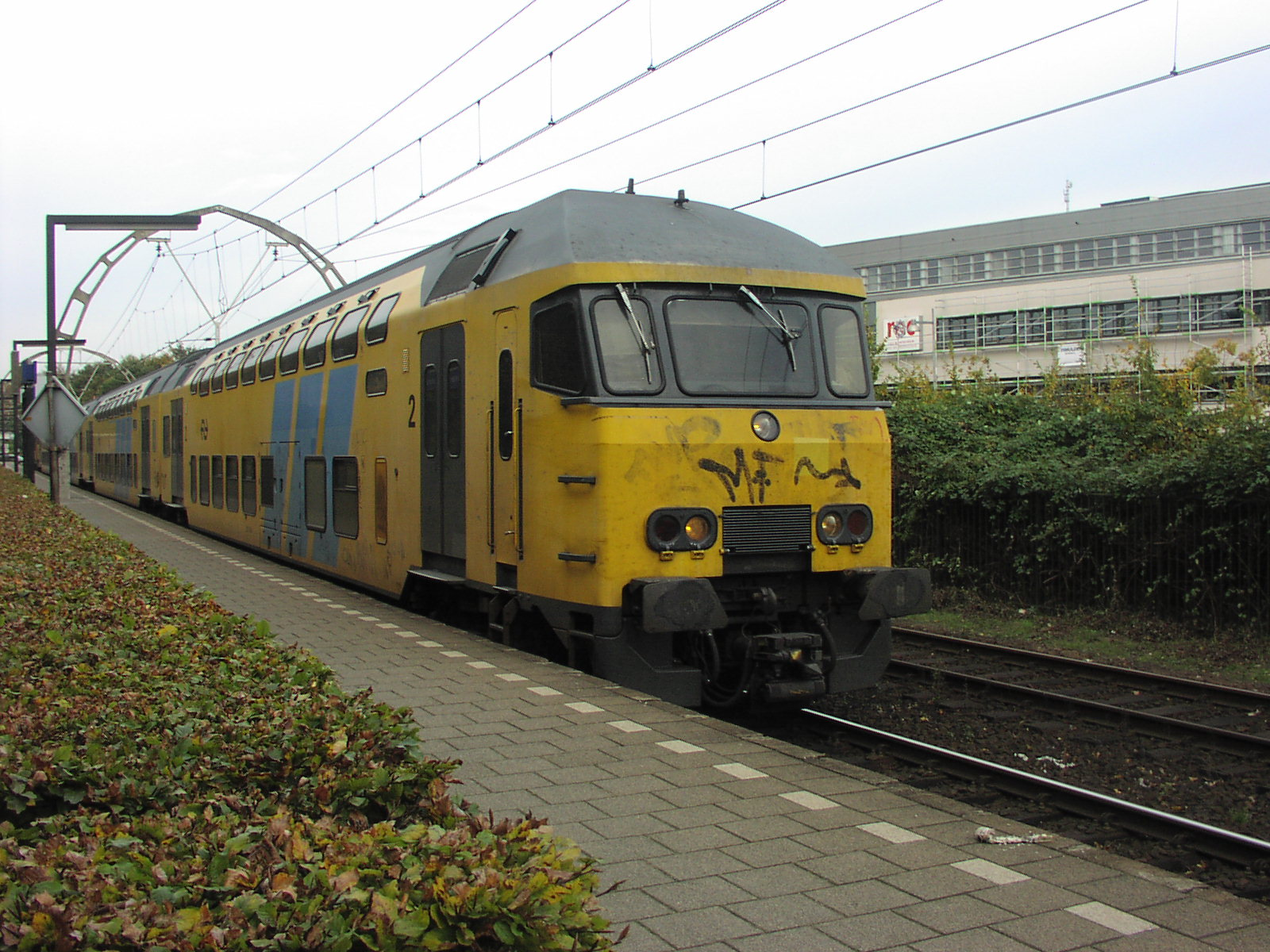
DDM op het station
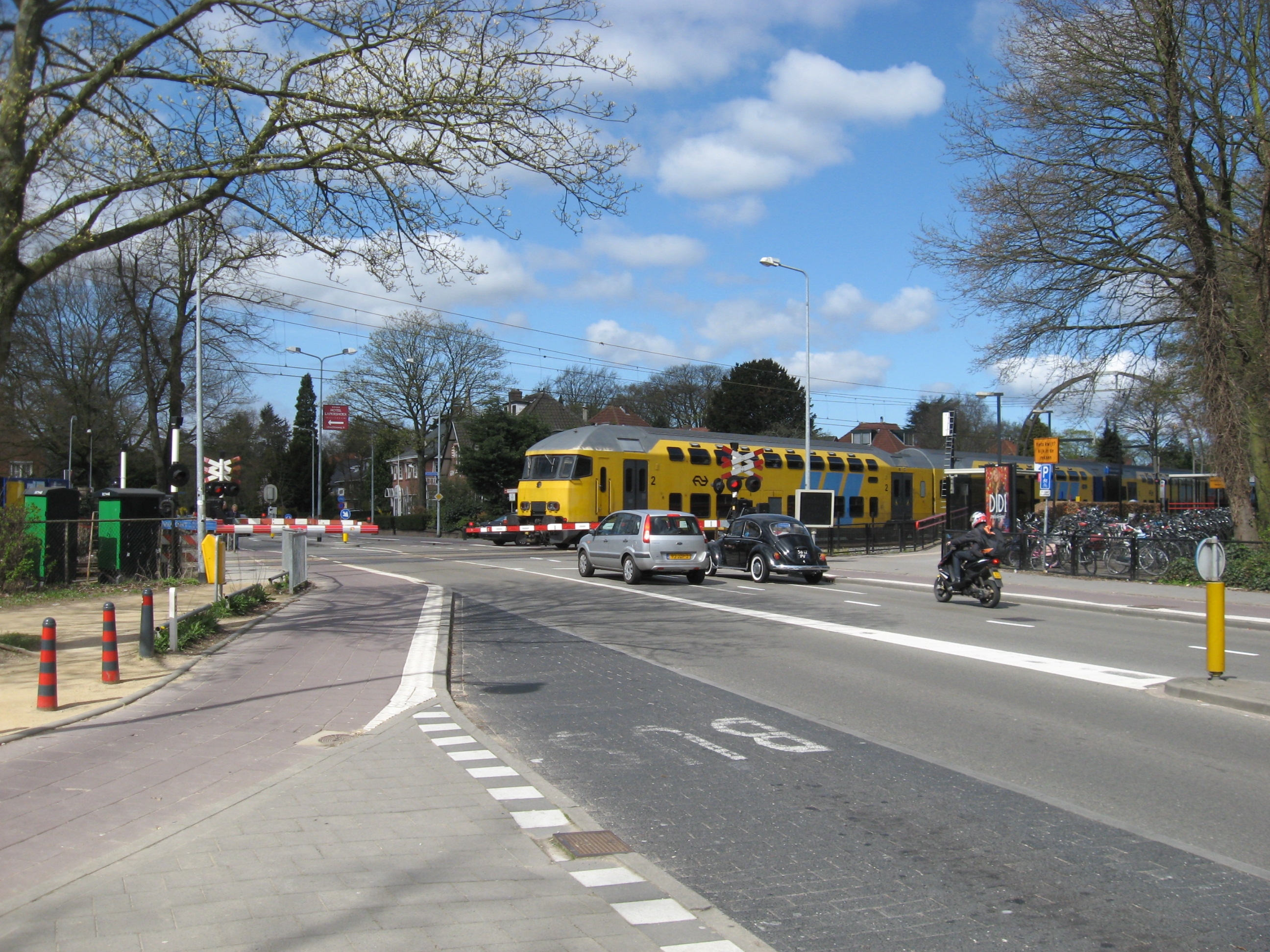
Spoorwegovergang bij het station
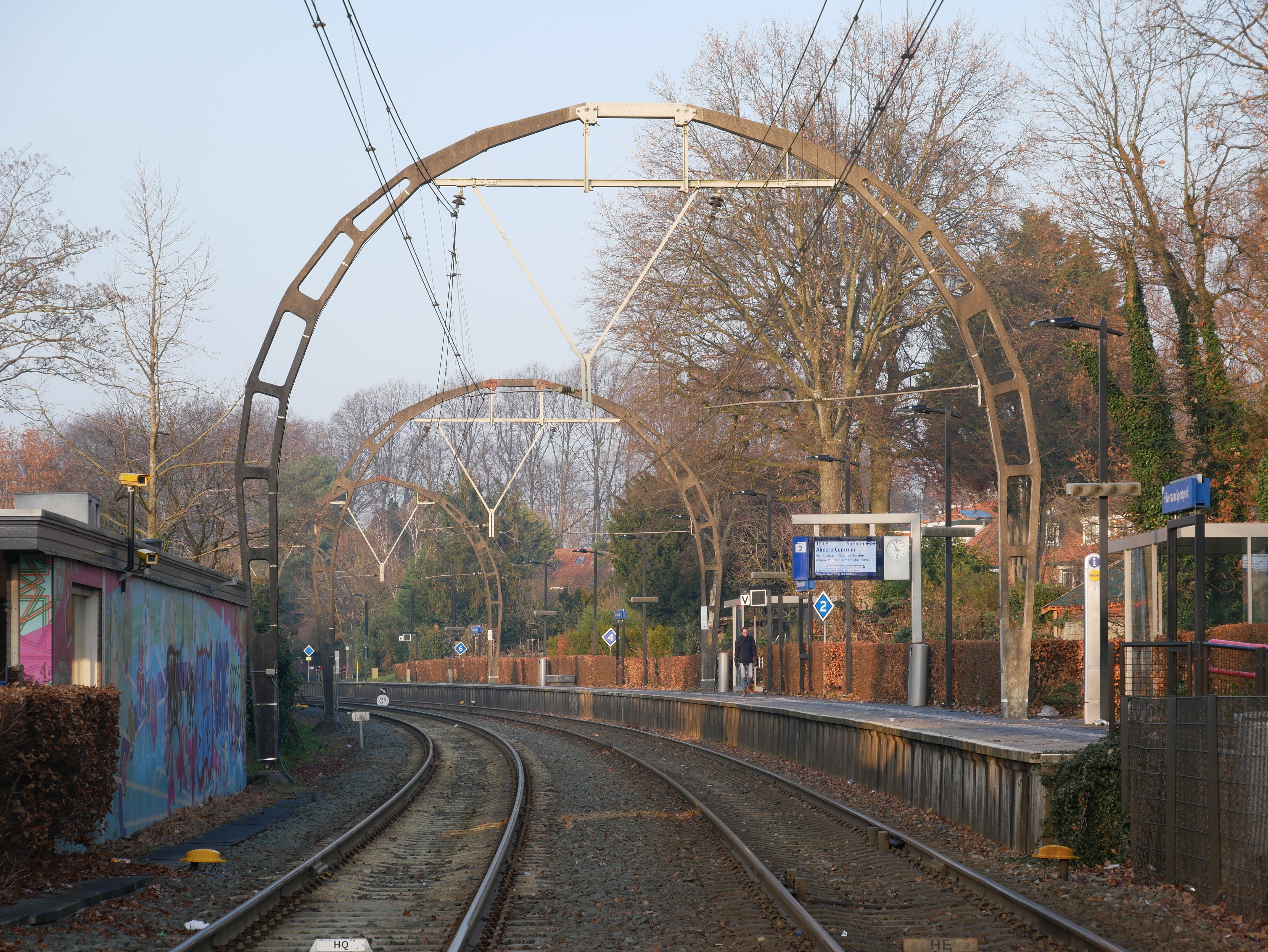
De perrons en de bogen van de bovenleiding (2022)
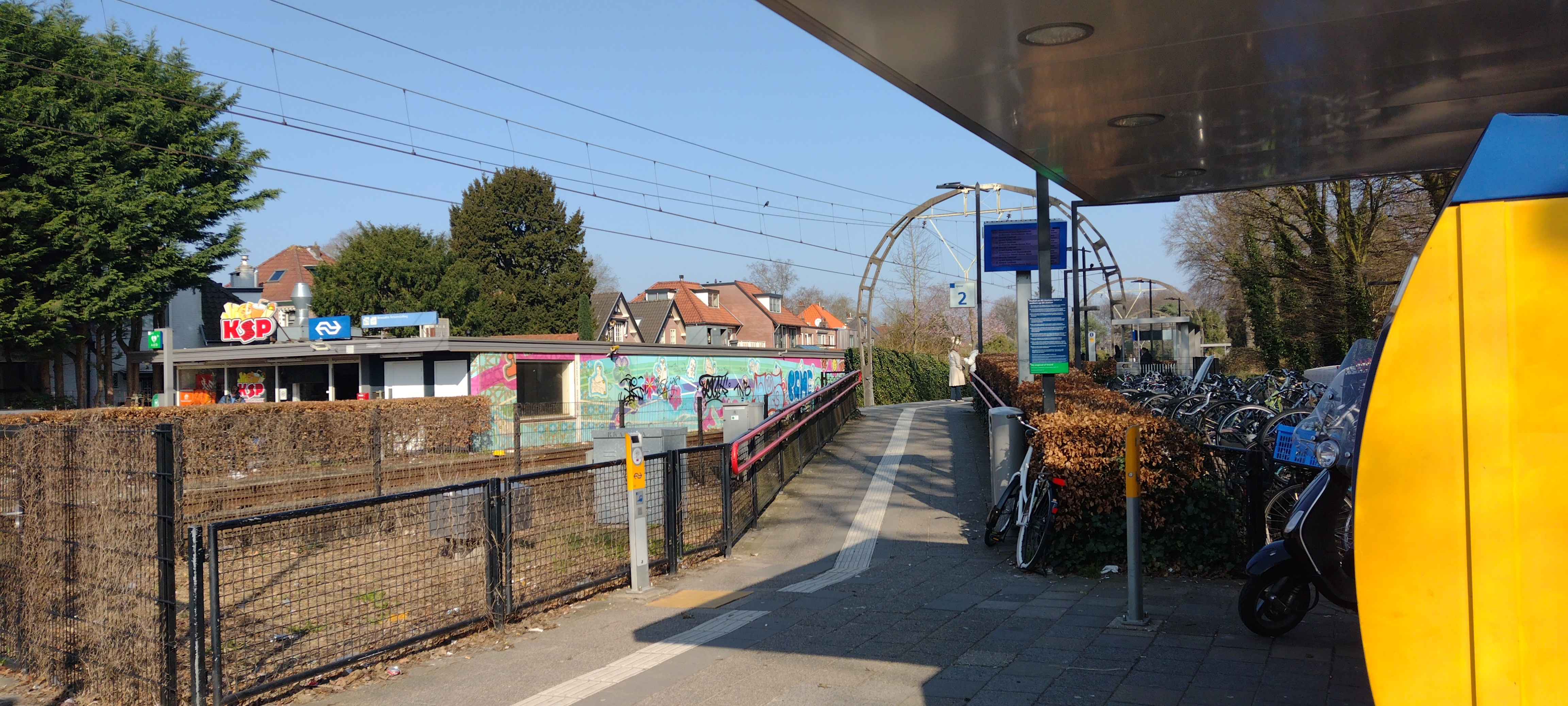
Het station in 2024

## Busverbindingen
Bij het station ligt een bushalte, genaamd Hilversum, Station Sportpark. Deze bushalte wordt bediend door de volgende buslijnen van de concessies Gooi en Vechtstreek (Transdev) en Provincie Utrecht (Syntus Utrecht).
| Concessiegebied     | Lijn | Route | Soort           | Bijzonderheden                                 |
| ------------------- | ---- | --- | --------------- | ---------------------------------------------- |
| Gooi en Vechtstreek | 3    | Hilversum, Station - Hilversum, Station Sportpark - Tergooi Ziekenhuis | Stadsbus        |                                                |
| Provincie Utrecht   | 59   | Hilversum, Station - Hilversum, Station Sportpark - Lage Vuursche - Den Dolder, Station - Huis ter Heide - Zeist, Busstation                                                                                       | Streekbus       | Niet in het weekend                            |
| Provincie Utrecht   | 70   | Hilversum, Station - Hilversum, Station Sportpark - Baarn - Soest - Amersfoort, Centraal Station | Streekbus       |                                                |
| Gooi en Vechtstreek | 100  | Bussum, Station - Naarden - Huizen (- Bijvanck - Blaricum, Carpoolplaats - Eemnes, P+R - Hilversum, Station Sportpark - Hilversum, Station)                                                                        | Streekbus       | In de spits verder van/naar Blaricum Hilversum |
| Gooi en Vechtstreek | 320  | Amsterdam, Amstelstation - Muiden, P+R terrein - Naarden, Gooimeer P+R - Huizen, Crailo P+R - Huizen, Busstation - Blaricum, P+R - Eemnes, P+R - Hilversum, Station (- Hilversum, Sportpark - Hilversum Arenapark) | R-net           |                                                |
| Gooi en Vechtstreek | N32  | Hilversum, Station > Hilversum, Station Sportpark > Eemnes, P+R > Blaricum, P+R > Huizen, Busstation > Huizen, Karel Doormanlaan                                                                                   | R-net Niteliner | Alleen zaterdagnacht                           |

## Ontwikkeling aantal reizigers
Het aantal door NS vervoerde reizigers (per gemiddelde werkdag) ontwikkelde zich sedert 2019 als volgt:
| Jaar | Aantal reizigers |
| ---- | ---------------- |
| 2019 | 8.195            |
| 2020 | 3.149            |
| 2021 | 3.484            |
| 2022 | 5.281            |
| 2023 | 5.982            |
| 2024 | 5.797            |